# Telemundo Africa
Telemundo Africa un canal de televisión por suscripción africano de origen estadounidense lanzado el 12 de agosto de 2013 por DStv en más de 48 países del África subsahariana. Propiedad de NBCUniversal International Networks (Comcast), la programación del canal está dedicada a las telenovelas en idioma español producidas por Telemundo Global Studios. El canal está disponible en inglés y portugués.

## Visión general
Telemundo África solo está disponible para el mercado africano, con programación en idioma español doblada en inglés para los países de Sudáfrica y África subsahariana, y en portugués para Angola y Mozambique. El doblaje en portugués se realiza en Miami por los estudios The Kitchen y Universal Cinergia Dubbing. Cuando el canal comenzó sus transmisiones en agosto de 2013, comenzó a mostrar las telenovelas Aurora, Rosa diamante, Mi corazón insiste en Lola Volcán y La casa de al lado.